# 모하메드 살라
모하메드 살라로 잘 알려진 마함마드 살라흐 하메드 마흐루스 갈리(이집트 아랍어: محمد صلاح حامد محروس غالي, 아랍어: محمد صلاح حامد محروس غالي 무함마드 살라흐 하미드 마흐루스 갈리[*], ‎이집트 아랍어 발음: [mæˈħam.mæd sˤɑˈlɑːħ ˈħæːmed mæħˈɾuːs ˈɣæːli], 1992년 6월 15일~)는 이집트의 축구 선수로 포지션은 공격수이다. 현재 프리미어리그의 리버풀 FC와 이집트 축구 국가대표팀에서 활동하고 있으며 이집트 대표팀의 주장을 맡고 있다. 대한민국에서는 이름 첫 두 단어들의 로마자 표기 'Mohamed Salah'를 로마자 그대로 읽은 '모하메드 살라'로도 불리며 'Mohamed'의 애칭에서 비롯된 "모 살라(영어: Mo Salah)"라는 별명을 가지고 있다.
2010년 알 모카을룬 알 아랍 SC에서 성인 축구 선수 경력을 시작했고 2012년 FC 바젤로 이적해 스위스 슈퍼리그 2회 우승을 달성했다. 2014년 1,100만 파운드(약 192억 원)에 바젤에서 첼시 FC로 이적해 2015년 ACF 피오렌티나로, 2015년부터 2016년까지 AS 로마로 임대를 갔고 2016년 8월 1,500만 유로(약 221억 원)에 로마로 이적했다. 2017년 3,690만 파운드(약 645억 원)에 로마에서 리버풀 FC로 이적하며 리버풀 구단 역사상 최고 이적료 지출 기록을 경신한 그는 2017-18 시즌에 프리미어리그에서 32득점을 기록하며 38경기 체제 프리미어리그 단일 시즌 역대 최다 득점 기록을 경신했고 2018 UEFA 챔피언스리그 결승전에 진출해 준우승을 획득했다. 이후 2018-19년 UEFA 챔피언스리그 우승, 2019-20 시즌 프리미어리그 우승을 달성했고 FA컵, EFL컵, FA 커뮤니티 실드, UEFA 슈퍼컵, FIFA 클럽 월드컵에서도 우승을 달성했다.
살라는 구단에서의 우승 외에 개인적으로 PFA 선수들 선정 올해의 선수 2회, 프리미어리그 골든 부츠 3회, 프리미어리그 시즌의 선수 1회, 프리미어리그 시즌의 플레이메이커 1회를 수상했고, 2018년과 2021년 FIFA 최고의 남자 축구 선수 3위, 2019년과 2022년 발롱도르 5위에 선정되었다. 그는 2017-18 시즌 에버턴 FC와의 머지사이드 더비에서의 득점으로 2018년 FIFA 푸슈카시상을 받았고 2023년 리버풀 구단 역사상 프리미어리그 최다 득점자와 200득점을 기록한 역대 5번째 선수가 되었다.
살라는 이집트 연령별 축구 국가대표팀을 거쳐 2011년 이집트 축구 국가대표팀에 데뷔했고 2012년 하계 올림픽 축구에서의 업적으로 2012년 아프리카 축구 연맹 올해의 아프리카 유망주(영어: CAF Most Promising African Talent of the Year)에 선정되었다. 그는 2017년 아프리카 네이션스컵, 2021년 아프리카 네이션스컵에서 준우승을 차지했고 2018년 FIFA 월드컵 아프리카 지역 예선 득점왕을 차지했다. 2017년과 2018년 아프리카 올해의 축구 선수와 BBC 올해의 아프리카 축구 선수에 선정되었으며 2017년 아프리카 네이션스컵, 2021년 아프리카 네이션스컵 토너먼트의 팀과 다수의 아프리카 축구 협회 올해의 팀에 선정되었다.
살라는 축구 선수로써 소속팀과 국가대표팀에서 달성한 업적들로 인해 이집트와 아랍권의 자랑으로 여겨지고 있다. 그는 2019년 타임 선정 가장 영향력있는 인물 100명에 포함되었고 이집트에 리버풀의 인지도를 크게 높인 인물이라는 평가를 받고 있다.

## 어린 시절
1992년 이집트 북부 가르비야주의 바스윤에 위치한 마을인 나그리그에서 네 자녀 중 장남으로 태어났다. 12세 때 바스윤의 작은 클럽인 이티하드 바스윤에서 축구를 시작했고, 1년 후 탄타를 연고로 둔 축구 클럽인 오트마손 탄타에서 활동했다.

## 구단 경력

### 알 모카을룬
살라는 14세 때 알 모카을룬 알 아랍 SC의 유소년 스카우터의 눈에 띄어 알 모카을룬의 유소년 팀에 입단했다. 그는 나그리그와 150km 떨어진 카이로를 오가면서 훈련에 매진하여 1군 선수가 되었다. 이후 2010년 5월 3일 만소우라와 1-1로 비긴 경기에서 처음 프로 무대에 데뷔하였다. 2010-11 시즌에서 계속해서 성장한 살라는 주전 자리를 꿰찼고 2010년 12월 25일 알 아흘리 SC와의 경기에서 프로 데뷔 골을 터뜨렸다.
주전 확보에 성공한 살라는 2011-12 시즌 전 경기에 출전했다. 하지만 2012년 2월 발생한 포트사이드 경기장 폭력 사태로 이집트 프리미어리그는 잠정 중단되었고 모든 경기가 연기된다. 결국 2012년 3월 10일 이집트 축구 협회는 남은 리그 일정을 모두 취소하기로 결정한다.

### FC 바젤
살라에게 이전부터 관심을 보였던 스위스 슈퍼 리그팀인 FC 바젤은 포트사이드 참사 이후인 3월 16일 바젤의 랑크호프 스타디움에서 이집트 U-23 축구 국가대표팀과 친선경기를 가졌는데, 이 경기에서 살라는 후반 시작과 함께 교체되어 출전했다. 단 후반전만 뛰었음에도 그는 2골을 뽑아내며 이집트 U-23 대표팀의 4-3 승리를 이끈다. 이후 바젤 측은 살라를 초대하여 일주일 간 훈련할 수 있게 해주었고 2012년 4월 10일, 바젤은 살라와 2012년 6월 15일부터 4년 계약을 체결했다고 발표했다.
살라는 2012년 6얼 23일 슈테우아 부쿠레슈티와의 경기에서 비공식 데뷔전을 가졌으며, 이 경기에서 바젤 선수로서 데뷔골을 터뜨렸다. 그는 8월 8일 UEFA 챔피언스리그 최종예선 노르웨이 클럽 몰데 FK와의 경기에서 74분 교체출전하면서, 그의 공식 데뷔전을 갖는다. 나흘뒤인 8월 12일 FC 툰과의 경기에서 선발 풀타임을 활약하면서 리그 데뷔전을 가졌으며, 8월 19일 FC 로잔과의 경기에서 리그 데뷔골을 터뜨렸다.
살라의 유로파리그 첫 골은 2013년 4월 11일 2-2로 비긴 토트넘 홋스퍼 FC와의 8강 2차전에서 나왔으며, 이 경기에서 바젤은 총합스코어 4-4로 승부차기 끝에 4-1로 토트넘을 누르고 준결승전에 진출한다. 5월 2일 런던 스탬퍼드 브릿지에서 열린 첼시FC와의 경기에서 살라는 자신의 두번째 유로파리그 골을 기록하지만, 팀은 총합 스코어 5-2로 패했다. 바젤은 유로파리그 준결승전 진출이라는 기대 이상의 성적뿐만 아니라, 스위스 슈퍼 리그에서도 압도적인 기량으로 우승컵을 들어올렸다.
그는 PFC 루도고레츠 라즈그라드와의 챔피언스리그 플레이오프 경기에서도 2골을 넣었다. 2013년 8월 18일 살라는 첼시와의 챔피언스리그 조별라운드 원정경기에서 동점골을 기록했으며, 이 경기에서 바젤은 첼시를 2-1로 꺾었다. 11월 26일 바젤의 홈구장 장크트 야콥 파크에서 열린 홈 경기에서도 결승골을 넣으며 1-0 승리에 기여했다.

### 첼시 FC
2014년 1월 23일 첼시는 바젤로부터 이적료 1,300만 파운드의 조건으로 살라를 영입하는데 합의했다고 발표했다. 그리고 1월 26일 첼시는 구단 사상 첫 이집트인 선수 살라와의 최종 계약에 사인했다고 발표했다. 2014년 2월 8일 살라는 뉴캐슬 유나이티드 FC와의 경기에서 교체 출전하며 프리미어리그 데뷔전을 치렀다. 2014년 3월 22일 아스널과의 런던 더비에서 오스카르와 교체하여 출전한 살라는 첼시에서의 데뷔골을 터뜨리며 팀의 6-0 대승에 공헌했다. 살라는 2014년 4월 5일 열린 스토크 시티와의 경기에서 선제골을 기록하는 등 1골 1도움을 기록하며 팀의 3-0 대승을 이끌었다. 하지만 이후 첼시에서 부진하자 2015년 2월 2일, ACF 피오렌티나로 임대되었다.

### AS 로마
그러다가 15-16 시즌부터는 AS 로마로 다시 임대되었고 로마에서 좋은 모습을 보여주어 2016년 8월 3일, 로마로의 완전 이적이 확정되었다. 2016-17 시즌에는 지난 시즌과 비교하여 더욱 영향력 있는 활약을 펼치며 AS 로마의 확실한 에이스로 거듭났다. 리그 31경기에 나서서 15골 13도움을 기록하였고, 여러 대회를 포함하여 총 41경기에서 19골 15도움을 올려 많은 빅클럽들의 이목을 끌게 되었다.

### 리버풀 FC
2017년 6월 23일, 결국 리버풀 FC가 그를 영입하는데 성공하였다. 이전에 첼시에서 실패한 경험이 있었기 때문에 프리미어리그에서 살라의 모습에 대해 의문을 표하는 반응들도 있었으나, 그는 보란듯이 리버풀에서 엄청난 활약을 하기 시작하였다. 리버풀의 데뷔 시즌 최다 득점, 프리미어리그 출범 이후 단일 시즌 최다 경기 득점 기록 등을 새롭게 경신하며 끝내 PFA 올해의 선수상부터 FWA 올해의 선수상, 프리미어 사무국 선정 올해의 선수상, 프리미어리그 득점왕까지 모두 휩쓸었다.
2017-18 시즌, 리그 36경기에 출전하여 무려 32골 10도움을 기록하였고 챔스 등을 포함하여 총 52경기 44골 14도움이란 그야말로 어마무시한 스텟을 쌓아 곧바로 리버풀의 에이스로 발돋움 하였다. 게다가 이적 첫 해 챔스 결승전까지 진출하였으나, 아쉽게도 준우승에 그치고 말았다.
이 같은 대단한 임팩트를 남긴 활약 덕분에 이듬해 시즌 개막을 앞두고 리버풀과 곧바로 재계약을 체결하였다. 계약 기간은 5년에 주급 20만 파운드를 받게 되어 당시 리버풀 선수들 중 최고 주급 수령자에 등극하게 되었다. 이어진 2018-19 시즌에도 좋은 모습을 보여주며 리그 38경기에서 22골 11도움을 기록, 팀원인 사디오 마네와 함께 프리미어리그 2연속 득점왕에 오르게 된다. 총 52경기에서 27골 13도움을 올리며 팀에 크게 기여하였고, 마침내 2018-19 시즌 UEFA 챔피언스 리그 우승을 차지하며 리버풀에서 빅 이어를 들어올리게 되었다.
그리고 2019년에는 UEFA 슈퍼컵과 FIFA 클럽 월드컵에서도 우승을 거머쥐었다. 또 2019-20 시즌, 이전 시즌들 만큼은 아니더라도 역시나 리버풀 공격진에서 중요한 역할을 수행하며 리그 34경기에 출전하여 19골 10도움을 기록, 끝내 리버풀 서포터들의 오랜 염원이던 프리미어 리그 첫 우승이자, 1부 리그 통산 19번째 우승까지 달성하는데 성공하였다.
살라는 2021-22 시즌, 골든 부츠상을 수상하며 커리어 3번째 프리미어리그 골든 부츠상을 수상하게 되었다. 살라가 이전에 골든 부츠상을 수상한 시즌은 2017/18 시즌(32골)과 2018/19 시즌(22골)이다. 동시에 2021-22 시즌에는 잉글랜드 자국 컵 대회인 풋볼 리그 컵과 FA 컵 우승을 차례로 달성하였고, 이후 2022년 FA 커뮤니티 실드 우승까지 차지하였다.

#### 22-23 시즌
2023년 4월 17일, 살라는 리버풀이 엘런드 로드에서 리즈 유나이티드를 6대 1로 이긴 경기에서 선발 출전해 25분 조던 헨더슨의 크로스를 머리로 받아 공을 전환했지만 공은 골문 왼쪽으로 크게 벗어나 수비수에게 막혔다. 39분 살라는 디오구 조타의 패스를 받아 왼발로 골문 왼쪽 위로 공을 차 리버풀의 두 번째 골을 만들었다. 64분 살라는 코디 학포의 패스를 받아 골문 왼쪽 아래로 공을 왼발로 감아차며 리버풀의 네 번째 골을 만들었다. 82분 살라는 다르윈 누녜스와 교체되었고 경기가 끝난 후 플레이어 오브 더 매치에 선정되었다.
살라는 이 경기에서 왼발로 2골을 넣으며 프리미어리그에서 223경기에 출전해 왼발로 107골을 넣어 기존의 로비 파울러가 세운 105골 기록을 제치고 프리미어리그에서 가장 많이 왼발로 골을 넣은 선수가 되었다.

## 국가대표팀 경력
살라는 이집트 U-20 대표팀과 U-23 대표팀에서 11경기를 뛰었으며, 2011년 FIFA U-20 월드컵과 2012년 런던 하계 올림픽에 출전한 경력이 있다. 살라는 2011년 9월 3일 시에라리온과의 경기에서 첫 국가대표팀 데뷔전을 가졌지만 팀은 1-2로 패했다. 그의 A매치 데뷔골은 니제르와의 경기에서 터졌다. 그는 2014년 FIFA 월드컵 예선전 기니와의 경기에서 2-2로 비기고 있던 93분에 극적인 결승골을 넣어 팀에 중요한 승리를 이끌었다.
2013년 9월에 살라는 짐바브웨와의 경기에서 해트트릭을 기록하며 팀의 4-1 승리를 이끌었다. 이후 아프리카 월드컵 지역예선에서 총 6골을 기록하여 2014년 FIFA 월드컵 아프리카 지역 예선 공동최다득점 선수가 되기도 했다.
이집트가 2018년 FIFA 월드컵 본선에 진출하면서, 살라도 비로소 월드컵 데뷔전을 치르게 되었다. 그러나 월드컵을 앞두고 부상을 입은 탓에 조별리그 1차전인 우루과이전에는 결장했고, 2차전인 러시아전에 출전하며 월드컵 데뷔 골을 기록했으나 이집트는 러시아에 1:3으로 패해 2연패를 당하며 조별리그 탈락이 확정되었다. 살라는 3차전인 사우디아라비아전에도 출전해 선제 골을 넣어 2경기 연속 골을 기록했으나 이집트는 사우디에 역전패하며 3전 전패에 그쳤고, 살라의 데뷔 첫 월드컵은 이렇게 마무리되었다. 2022년 FIFA 월드컵에는 이집트가 세네갈에 밀려 본선 진출에 실패하는 바람에, 살라는 월드컵 무대에 나서지 못했다.

## 출전 통계
| 클럽        | 시즌    | 출전 | 득점 | 도움 |
| ----------- | ------- | ---- | ---- | ---- |
| 알 모카을룬 | 2009-10 | 4    | 0    |      |
| 알 모카을룬 | 2010-11 | 25   | 5    |      |
| 알 모카을룬 | 2011-12 | 15   | 7    |      |
| 바젤        | 2012-13 | 50   | 10   | -    |
| 바젤        | 2013-14 | 29   | 10   | -    |
| 첼시        | 2013-14 | 11   | 2    | 1    |
| 첼시        | 2014-15 | 8    | 0    | 2    |
| 피오렌티나  | 2014-15 | 26   | 9    | 4    |
| 로마        | 2015-16 | 42   | 15   | 6    |
| 로마        | 2016-17 | 41   | 19   | 12   |
| 리버풀      | 2017-18 | 52   | 44   | 14   |
| 리버풀      | 2018-19 | 52   | 27   | 10   |
| 리버풀      | 2019-20 | 48   | 23   | 13   |
| 리버풀      | 2020-21 | 51   | 31   | 6    |
| 리버풀      | 2021-22 | 51   | 31   | 15   |
| 리버풀      | 2022-23 | 51   | 30   | 16   |
| 리버풀      | 2023-24 | 44   | 25   | 12   |
| 리버풀      | 2024-25 | 52   | 34   | 23   |

## 수상 내역

### 대회 기록
FC 바젤
- 스위스 슈퍼 리그 : 2012-13, 2013-14

리버풀 FC
- 프리미어리그 : 2019-20, 2024-25
- FA컵 : 2021-22
- EFL컵 : 2021-22, 2023-24
- FA 커뮤니티 실드 : 2022
- UEFA 챔피언스리그 : 2018-19
- UEFA 슈퍼컵 : 2019
- FIFA 클럽 월드컵 : 2019

### 개인
- 스위스 리그 올해의 선수 : 2013
- PFA 올해의 선수 : 2017-18, 2021-22
- PFA 올해의 팀 : 2017-18, 2020-21, 2021-22
- FWA 올해의 선수 : 2017-18, 2021-22, 2024-25
- 프리미어리그 올해의 선수 : 2017-18, 2024-25
- 프리미어리그 올해의 득점 : 2021-22
- 프리미어리그 득점왕 : 2017-18, 2018-19 (공동), 2021-22 (공동), 2024-25
- 프리미어리그 도움왕 : 2021-22
- 프리미어리그 이 달의 선수 5회
- 프리미어리그 이 달의 득점 2회
- 클럽 월드컵 골든볼 : 2019
- UEFA 챔피언스리그 시즌의 스쿼드 : 2017-18
- 아프리카 네이션스컵 베스트 : 2017, 2021
- 아프리카 올해의 선수 : 2017, 2018
- ESM 올해의 팀 : 2017-18, 2021-22
- CAF 올해의 팀 : 2017, 2018, 2019, 2024
- CAF 올해의 재능 : 2012
- 푸슈카시 상 : 2018
- 골든풋 : 2021
- 체첸 공화국 명예 시민 : 2018
- 로마 올해의 선수 : 2015-16
- 리버풀 올해의 선수 : 2017–18, 2020–21, 2021–22, 2024-25
- 라우레우스 스포츠 영감상(Sporting Inspiration Award) : 2021

#### 잉글랜드 기록
- 리버풀 데뷔 시즌 최다 득점 : 44골
- PL 출범 이후 리버풀 단일 시즌 최다 득점 : 44골
- PL 출범 이후 단일 시즌 최다 경기 득점 : 24경기
- 아프리카 선수 PL 단일 시즌 최다 득점 : 32골
- 아프리카 선수 최초 PL 단일 시즌 30골 기록: 32골
- 단일 시즌 최다 PL 이 달의 선수상 수상: 3회